# In su monte 'e Gonare
In su monte 'e Gonare è una canzone formata di versi settenari, attribuito da alcuni all'avvocato poeta Salvatore Sini autore di A Diosa, la melodia è della fine del XIX secolo.
Questo brano è un canto di ispirazione folklorica e da tempo è entrato a far parte della cultura e della tradizione popolare sarda ed è parte del repertorio di quasi tutti i cori dell'isola.
La canzone fu incisa per la prima volta da Giovanna Marini e Maria Teresa Bulciolu, nell'LP Le canzoni di Bella ciao. In seguito, dopo il Coro Barbagia, è stata incisa in diverse versioni e arrangiamenti da Maria Carta.

## Incisioni
- 1965, Giovanna Marini,  con il  Nuovo Canzoniere Italiano nell'LP Le canzoni di Bella ciao.
- 1966, Coro Barbagia, Sardegna canta e prega, RCA International – INTI 1371
- 1978, Maria Carta, Umbras
- 2000, Coro Grazia Deledda, nell'album Intro su Coro
- 2001, Coro Nugoro Amada nell'album Ammentos
- 2007, Francesco Demuro, Sa dispedita